# Партизанское движение на Украине во время Великой Отечественной войны
Советское партизанское движение на территории Украины (укр. Радянський партизанський рух на території України) — советское партизанское движение против немецко-нацистских захватчиков и их союзников на территории Украинской ССР в 1941—1944 годах, во время Великой Отечественной войны. Составная часть советского партизанского движения на оккупированной территории СССР.

## Предшествующие события
В 1920-е — начале 1930-х годов в СССР подготовке к возможной партизанской войне уделяли значительное внимание: проводился учёт кадров подпольщиков и партизан, анализ опыта подпольной и партизанской борьбы в период Гражданской войны и военной интервенции, а также опыта партизанско-повстанческих движений других народов и опыта «малой войны», накопленного русской армией. Значительная заслуга в подготовке к партизанской войне, развернувшейся в СССР в 1922—1932 годы, принадлежит М. В. Фрунзе и Ф. Э. Дзержинскому, под руководством которых была организована работа по написанию научных работ и учебных пособий по тактике партизанской борьбы, созданию партизанских школ, а также специальной техники и вооружения для партизанских формирований.
- в июле 1921 года вышла статья М. В. Фрунзе «Единая военная доктрина и Красная армия», в которой партизанская борьба рассматривалась как важная составная часть военных действий РККА;
- с конца 1931 года в приграничных районах были оборудованы скрытые склады с оружием и снаряжением;
- осенью 1932 года партизаны принимали участие в военных учениях;
- до 1933 года партизанские действия рассматривали как важную составную часть маневренных операций РККА;
- в целом, в 1924—1936 годы в СССР производилась достаточно серьёзная подготовка к партизанской войне, была создана сеть спецшкол и учебных пунктов для подготовки кадров будущих партизан и подпольщиков[1].

Подготовка к партизанской войне была связана со сложной международной обстановкой (угрозой интервенции в СССР) и недостаточным уровнем подготовки и оснащения РККА. Однако в дальнейшем, в 1937—1938 годы, система подготовки партизанских кадров была разрушена, большинство подготовленных кадров были репрессированы и погибли (частично уцелели лишь кадры, принимавшие участие в гражданской войне в Испании), а практически все оборудованные склады — изъяты.
В результате, в начальный период Великой Отечественной войны военно-политическое руководство СССР столкнулось со значительными трудностями, которые отрицательно сказались на масштабах и результативности партизанского движения в первые месяцы войны.
- военнослужащие и кадровые офицеры РККА, которые перешли к партизанским действиям, не были обучены тактике партизанских действий;
- с ещё большими трудностями столкнулись формирования, созданные партийными и советскими органами: личный состав не имел опыта и достаточной подготовки и в результате нёс крупные неоправданные потери, а их действия были разрозненными и малоэффективными[1].

Среди наиболее тяжёлых просчётов, допущенных в этот период, следует назвать:
- недостаточную обеспеченность оружием и снаряжением, отсутствие системы снабжения отрядов (в результате, партизаны расходовали значительные силы на поиск оружия на местах боёв, самообеспечение продуктами питания, тёплой одеждой…);
- отсутствие средств радиосвязи, не позволявшее наладить обмен информацией с руководством и вести разведывательную деятельность;
- отсутствие опыта партизанско-подпольной и диверсионной деятельности у партизан и подпольщиков.

## Основные этапы движения

### 1941—1942 годы
29 июня 1941 ЦК ВКП(б) и СНК СССР издали директиву о перестройке деятельности партийных, советских и хозяйственных организаций прифронтовых областей, которая предусматривала создание партийного подполья. Для подготовки партийного подполья и партизанских отрядов Политбюро ЦК КП(б)У была создана группа в составе М. С. Спивака, А. Н. Зленко, Л. П. Дрожжина, П. И. Захарова, Н. А. Кузнецова и В. С. Костенко (впоследствии она была преобразована в оперативную группу по руководству партизанским движением и подпольной деятельностью на оккупированной территории Украинской ССР при Военном совете Юго-Западного фронта). В общей сложности, по партийной линии в 1941 году было создано 644 подпольных партийных организации (23 подпольных обкома, 63 горкома и 564 райкома), для партизанской и подпольной работы было подготовлено и оставлено более 33 тыс. человек.
- из этого количества на территории Правобережной Украины для партизанской и подпольной работы было оставлено только 5 подпольных обкомов и 150 организационных групп общей численностью 2 тыс. чел.[4]

Многие из этих организаций не смогли наладить работу и были уничтожены в первые дни оккупации. Кроме того, в связи со сложной обстановкой на фронте, часть личного состава, подготовленного для партизанской деятельности, была направлена на пополнение фронтовых частей (так, 1-й партизанский полк из 1097 чел. участвовал в боях в районе Новоград-Волынского, 2-й партизанский полк из 1199 чел. — в боях в районе Корсуня, Киева, Городища и Черкасс, отряд «Победа или смерть» из 150 чел. — в обороне Киева…).
6 июля 1941 года СНК УССР и ЦК КП(б)У выпустили обращение с призывом к населению развернуть партизанскую борьбу на оккупированной территории.
В 1941 году партизанское движение наиболее успешно развивалось в лесистых районах северной Украины и в прифронтовой полосе. Центром формирования крупных партизанских отрядов на Украине в 1941 году стала Сумская область, куда стекались партизанские отряды, созданные для деятельности в южных областях Украины, военнослужащие-«окруженцы» и другие патриоты.
- так, с 12 сентября 1941 года здесь начал действовать отряд под командованием К. И. Погорелова (созданный 27 августа 1941 года для действий в Харьковской области);
- также, сюда пришёл Харьковский партизанский отряд под командованием М. Воронцова;
- с октября 1941 по май 1942 в северной части Донецкой обл. (район Славянска) действовал Славянский партизанский отряд под командованием М.Карнаухова;
- 9 сентября 1941 года в Спадщанский лес вышел Путивльский партизанский отряд под командованием С. А. Ковпака, 18 октября он объединился с партизанским отрядом под командованием С. В. Руднева (в конце декабря 1941 года отряд насчитывал уже 500 чел. и помимо стрелкового оружия имел на вооружении 3 станковых, 7 ручных пулемётов и два 82-мм миномёта)[5];
- 22 декабря 1941 года в южный массив Брянских лесов прибыл 1-й Сталинский партизанский отряд под командованием И. Боровика и В. Ушакова.

В октябре-ноябре 1941 года партизанские отряды переходят к активной деятельности, одновременно начинается процесс объединения небольших территориальных отрядов в более крупные соединения.
- так, 19 ноября 1941 года в Холменских лесах Черниговской области произошло объединение Черниговского областного отряда и Корюковского, Перелюбского, Холминского, Рейнметаровского районных отрядов в единое партизанское соединение под командованием А. Ф. Фёдорова[6].

В 1941 году партийное подполье удалось создать лишь в Киеве, Харькове, Чернигове, Ровно, Одессе, Николаеве и некоторых других городах Украинской ССР. Основными формами деятельности партизан в 1941 году на оккупированной территории УССР стали ведение разведки, диверсии, нападения на небольшие подразделения противника из засад. Впрочем, известны также случаи крупных боёв с противником:
- 3 сентября 1941 года у селения Жашков партизаны разгромили тыловую колонну немецкой армии, были убиты 100 солдат и 8 офицеров вермахта, захвачены 80 винтовок, 10 повозок с продовольствием и табун из 125 лошадей;
- 14 сентября 1941 года днепропетровские партизаны атаковали полевой аэродром, уничтожив 2 самолёта «Юнкерс-52», склад горючего и 12 автоцистерн;
- 2 декабря 1941 года в селе Погорельцы Черниговской области партизаны соединения А. Ф. Фёдорова разгромили гарнизон численностью около 100 чел.[6].

Наиболее эффективно в этот период действовали разведывательные, боевые и диверсионные группы, подготовленные НКВД, в частности:
- в Одессе — подпольная организация, которой руководил капитан госбезопасности В. А. Молодцов;
- в Николаеве — группа капитана госбезопасности В. А. Лягина;
- в Киеве — разведывательная группа, которой руководил ст.лейтенант госбезопасности И. Д. Кудря (до своего ареста 5 июля 1942 года).

С другой стороны, в первую военную зиму произошёл резкий спад партизанского движения. После наступления холодов некоторые отряды прекращают деятельность и распадаются (или даже самораспускаются). Часть отрядов, действовавших в прифронтовой зоне или созданных из попавших в окружение бойцов и командиров РККА, стремилась выйти в советский тыл. Многие оставшиеся в немецком тылу партизанские отряды и группы из-за отсутствия опыта партизанской борьбы стали жертвами карательных экспедиций оккупантов или полностью утратили боеспособность ввиду отсутствия снабжения. К началу лета 1942 года действовало менее 50 % партизанских отрядов, созданных летом и осенью 1941 года, а в некоторых областях и менее одной трети.
Весной 1942 года на учёте УШПД состояло 36 тыс. партизан (однако при этом, 3600 партизан в составе 13 украинских советских партизанских отрядов действовали на территории Белоруссии).

### 1942—1944 годы
В период с 1 апреля до конца сентября 1942 года основной задачей УШПД становится установление связи с партизанскими отрядами, в это время УШПД перебросил через линию фронта 309 специалистов (в основном, командиров, подрывников и связистов) с 150 радиостанциями.
В 1942 году партизанское движение на оккупированной территории СССР приобретает все более активные формы и массовый характер. Вновь стало расти и число партизан. Этому немало способствовал характер политики, проводимой немцами и их союзниками на оккупированной территории СССР, который сопровождался террором, массовыми убийствами населения (в том числе, уничтожением евреев и цыган), депортациями на принудительные работы в Германию, грабежами и выкачкой ресурсов.
- 28.12.1941—28.02.1942 выполнил первый рейд Путивльский партизанский отряд под командованием С. А. Ковпака. Отряд прошёл из зоны Хинельских лесов через южные районы Орловской и Курской областей в район Глухов — Путивль — Воронеж. Во время рейда к отряду присоединились местные отряды партизан: сначала Глуховский и Шалыгинский, а затем Конотопский и Шосткинский. Так возникло первое рейдовое партизанское соединение — «Группа объединённых отрядов Сумской области» под командованием С. А. Ковпака. В конце февраля 1942 года в селе Весёлое Шалыгинского района ковпаковцы разгромили направленные против них части 105-й венгерской пехотной дивизии (500 чел.)[10].
- 14—15.06.1942—24.06.1942 — новый рейд ковпаковцев из Брянских лесов по территории Сумской области. В течение первых 10 дней были разгромлены четыре гарнизона в селах Вязенка, Стрельники, Черепово и Старая Шарповка, 27 мая они заняли Путивль, а затем рассредоточились по территории области, уничтожая мелкие подразделения противника и разрушая инфраструктуру. После оборонительных боев с регулярными частями противника в Спадщанском лесу и у села Литвиновичи, 21-22 июня ковпаковцы оторвались от противника и ушли на восток, а после боя у Новой Слободы (06.07.1942) возвратились в Брянские леса[11].

31 августа — 2 сентября 1942 года в Москве состоялось совещание командиров советских партизанских отрядов, на котором было принято решение усилить партизанское движение на территории Правобережной Украины. 15 сентября 1942 года Украинский штаб партизанского движения (УШПД) отдал приказы осуществить переход на Правобережную Украину партизанским отрядам и соединениям. Соединение С. А. Ковпака должно было совершить переход в Киевскую область, соединение А. Н. Сабурова — в Житомирскую, соединение А. Ф. Фёдорова — в Черниговскую. В Сумскую область должны были перейти Ямпольский партизанский отряд, а также часть Хильчанского отряда и часть Середино-Будского партизанского отряда. Одновременно началась переброска разведывательных и организаторских групп в другие области УССР:
- так, в октябре 1942 года в окрестностях Олевска была сброшена организационная группа УШПД из шести человек (командир А. М. Грабчак, комиссар Н. М. Подкорытов), вскоре увеличившаяся до 37 чел. за счёт добровольцев из местного населения, а к лету 1943 года превратившаяся в партизанское соединение из 500 чел.[14].
- 1 декабря 1942 года группа из 10 партизан под командованием Волкова была направлена в район Шепетовки, где была развёрнута в отряд им. Михайлова, к лету 1943 года насчитывавший 120 бойцов и 200 чел. организованного резерва (в том числе, 80 разведчиков в составе подпольной сети)[15].
- 12 декабря 1942 года партизанский отряд Селивоненко из 70 чел. был направлен в район Киева, к лету 1943 года он насчитывал 270 бойцов и 500 чел. организованного резерва (в составе 15 групп местной самообороны)[15].
- 22 декабря 1942 года начал действовать Лельчицкий партизанский отряд под командованием Колоса из 92 человек, к лету 1943 года он насчитывал 235 чел.[15].

По состоянию на конец сентября 1942 года УШПД поддерживал связь (по радио и через связных) с 241 партизанским отрядом.
11 ноября 1942 года Государственный комитет обороны СССР принял постановление «О партизанском движении на Украине», в котором одной из основных задач было названо развитие партизанского движения на Правобережной Украине.
В период с 26 октября 1942 года до марта 1943 года соединения С. А. Ковпака и А. Н. Сабурова прошли рейдом по северу Украины. Выступление партизан оказалось неожиданным для противника, в первые дни рейда партизанские соединения не встречали значительного сопротивления. В результате рейда партизаны нанесли противнику значительный урон:
- так, соединение А. Н. Сабурова за 30 дней рейда прошло 534 км, провело 67 боёв, разгромило шесть гарнизонов в районных центрах, уничтожило 1157 и захватило в плен 39 немцев и полицейских, уничтожило 2 самолёта, 2 паровоза, 102 вагона, 2 танка, 2 танкетки, 5 бронеавтомобилей и бронемашин, 3 артиллерийских орудия, 30 автомашин, 42 трактора, разрушило 2 железнодорожные станции, 8 железнодорожных мостов, 21 мост на автомобильных дорогах, 2 радиоузла, 2 телефонных станции, 3 электростанции, 1 мастерскую по ремонту танков и автомашин, 2 спиртзавода, 3 пакгауза, 3 склада шпал, 4 склада с горючим, 2 склада со спиртом, 16 иных складов, 1 водокачку, 13 км линий связи. Отряд захватил 4 исправные автомашины, 4 миномёта, 40 пулемётов, 380 винтовок и автоматов, 29500 патронов, а также значительное количество продовольствия, обмундирования, снаряжения и иного военного имущества. Местному населению раздали 9800 листовок и газет, а также 35 тыс. центнеров зерна, 600 центнеров соли, 170 бочек мёда, мануфактуру, обувь и другие товары с захваченных немецких складов[18]. За время рейда, с 26.10.1942 до 30.11.1942 численность соединения А. Н. Сабурова увеличилась на 1212 чел.
- соединение С. А. Ковпака, шедшее параллельным курсом, 8.11.1942 переправилось через Днепр, а 26.11.1942 разгромило крупный гарнизон в райцентре Лельчицы Полесской области БССР, где находился гебитскомиссариат и были расквартированы два батальона. В сражении за Лельчицы ковпаковцы уничтожили до 500 солдат и полицейских и 2 броневика, разрушили узел связи, 2 моста, электростанцию и маслозавод.

В конце 1942 года отряд Я. И. Сиворнова совершил рейд из Луганской области в Кременецкие леса Донецкой области, он объединил 5 местных партизанских отрядов и 23.12.1942 разгромил гарнизон в селе Ямполь Краснолиманского района.
В 1943 году партизанское движение продолжало расширяться на новые территории, партизаны наносили значительные потери противнику и контролировали значительные районы северо-восточной Украины.
- зимой-весной 1943 года соединение С. А. Ковпака совершило рейд в район Киева, в ходе которого был разрушен мост через р. Тетерев и разгромлен крупный гарнизон в Брагине[20];
- в феврале-апреле 1943 года состоялся «Степной рейд» соединения М. И. Наумова. Партизанское соединение прошло 2396 км через 1156 населённых пунктов на территории Курской, Сумской, Полтавской, Кировоградской, Одесской, Винницкой, Житомирской и Киевской областей, форсировало 18 рек, пересекло 33 шоссе и 15 железных дорог, провело 47 боевых операций, уничтожило 2770 солдат, полицейских и пособников противника, захватило 5 миномётов, 6 пулемётов, 1276 винтовок, 134,8 тыс. патронов и иные трофеи; за время рейда в соединение вступили 764 чел.[21]. Потери партизан составили 114 убитых, 85 пропавших без вести и 77 раненых[22].
- 12 марта 1943 года из Черниговской области в рейд на Правобережную Украину вышло соединение А. Ф. Фёдорова.
- 28 марта 1943 года из Сумской области в рейд на Правобережную Украину вышло соединение Я. И. Мельника.
- 11-29.06.1943 года — рейд соединения А. Ф. Фёдорова в район Ковеля, после завершения которого соединение приступило к операции «Ковельский крест» (в ходе которой, за 8 месяцев диверсий партизаны организовали крушение 643 эшелонов; в общей сложности, ими были уничтожены 8 бронепоездов, 611 паровозов, 3962 вагона и 1017 платформ)[23].
- в июне — октябре 1943 года соединение С. А. Ковпака совершило «Карпатский рейд» — от Путивля через Волынь в Карпаты. После боя 1 августа 1943 года под Делятином соединение разделилось на семь групп, которые вернулись в район постоянной дислокации (при этом, в Карпатах партизаны понесли существенные потери и были вынуждены взорвать имевшуюся у них артиллерию). В ходе рейда соединение разгромило 17 гарнизонов, организовало крушение 12 эшелонов, уничтожило 14 паровозов, 90 вагонов, 10 танков и бронемашин, 170 автомашин и два нефтеперегонных завода[24].
- в период с августа 1943 по январь 1944 года соединение М. И. Наумова совершило рейд по Киевской области. Соединение прошло 3471 км, форсировало 23 реки, пересекло 12 железных дорог и 41 шоссе, провело 186 боевых операций[25].

На 1 января 1943 года на связи УШПД находилось 6 партизанских соединений и 150 партизанских отрядов, действовавших на территории Украинской ССР; к середине 1943 года на связи УШПД находились 17 партизанских соединений и 160 партизанских отрядов, а в составе партийного подполья к этому времени насчитывалось 7 областных, 31 городских и районных комитетов и 140 местных парторганизаций.
- следует учесть, что помимо отрядов, находившихся на связи УШПД, на оккупированной территории Украинской ССР действовали разведывательные группы и боевые отряды НКВД (например, отряд «Победители» под командованием полковника Д. Н. Медведева), а также местные территориальные отряды и группы самозащиты, не имевшие связи с «Большой землёй».

В середине 1943 года в Битве за Днепр приняли участие 17 332 украинских советских партизан, которые захватили и частично оборудовали 25 переправ через Днепр, Десну и Припять:
- так, 19 сентября 1943 года партизаны черниговского соединения «За Родину» захватили три переправы через Днепр у сел Теремцы и Домонтово, удерживали и передали их частям 70-й гвардейской стрелковой и 322-й стрелковой дивизий 60-й армии[27].
- партизаны черниговского соединения им. М. М. Коцюбинского захватили 13 переправ через Днепр в полосе наступления 13-й армии и совместно с переправившимися частями 8-й стрелковой дивизии разгромили батальон противника в районе сёл Староселье и Кошевка[27].
- 16 ноября 1943 года во время боя за Овруч чехословацкий партизанский отряд из соединения А. Н. Сабурова захватил мост через реку Норин[28].

К концу 1943 года на связи УШПД находилось 29 соединений и 83 отдельных партизанских отрядов, ещё 15 тыс. партизан к этому времени вышли через линию фронта на советскую территорию.
К началу 1944 года на Правобережной Украине продолжали действовать соединения В. А. Бегмы, П. П. Вершигоры, С. Ф. Маликова, Я. И. Мельника, М. И. Наумова, А. З. Одухи, С. А. Олексенко, А. Ф. Фёдорова, И. Ф. Фёдорова и др. При этом, часть украинских советских партизанских отрядов переходит на территорию Польши и Словакии. При приближении линии фронта, партизаны нередко вели бои за освобождение населённых пунктов во взаимодействии с советскими войсками.
- так, в ходе Корсунь-Шевченковской наступательной операции (24.01-17.02.1944) во взаимодействии с советскими войсками вели боевые действия с противником 47 тыс. советских украинских партизан[30].
- 15-16 февраля 1944 года соединение из 12 партизанских отрядов, которыми командовали С. А. Олексенко, Ф. С. Кот и А. З. Одуха (общей численностью 2300 партизан) блокировали и после четырёхчасового боя совместно с частями советской армии заняли город Изяслав, гарнизон которого насчитывал 1300 военнослужащих, 8 танков, 2 бронемашины и дивизион САУ[31].

В дальнейшем, по мере освобождения территории Украины, часть партизанских отрядов вышла в советский тыл и была расформирована.
- так, в марте 1944 года были расформированы отряды, ранее действовавшие на территории Винницкой области: из 3149 чел. личного состава 2345 были призваны в армию, а 432 направлены на партийную работу и государственные должности[32].

Партизаны-ковпаковцы в составе 1-й Украинской партизанской дивизии под командованием П. П. Вершигоры в период с 5 января по 1 апреля 1944 года совершили рейд по территории Ровенской, Волынской, Львовской областей УССР, Люблинского и Варшавского воеводств Польши, Брестской и Пинской областей БССР. В ходе рейда соединение нанесло значительный урон противнику, были уничтожены 24 эшелона, 75 бронемашин, 196 автомашин, 16 тягачей, 5 самолётов, 57 железнодорожных и шоссейных мостов, 3 электростанции, 16 заводов и 20 складов.
Помимо П. П. Вершигоры, важные партизанские рейды на Украине в 1944 году осуществили отряды И. А. Артюхова, В. Г. Шангина, М. И. Шукаева и др.
Большое внимание советские партизаны уделяли борьбе против украинского националистического движения, собирали сведения о антисоветски настроенных украинцах, ликвидировали ряд украинских националистов. По отношению к Украинской повстанческой армии (УПА) советские партизаны заняли также позицию активной борьбы. По неполным данным, УПА за весь 1943 год провела против советских партизан 4 засады, 7 налётов на лагеря и базы, 17 атакующих боёв и 12 оборонных боёв, в результате которых уничтожено 544 партизана и ранено 44. Согласно своим отчетам, только лишь часть оперировавших в 1943—1944 гг. на территории Ровенской области отрядов и соединений уничтожила 2275 членов ОУН-УПА (соединение Василия Бегмы — 572, Алексея Федорова — 569, Роберта Сатановского — 390, бригада Антона Бринского — 427, отряд Дмитрия Медведева — 317). Интенсивность действий советских формирований против ОУН-УПА в ряде случаев превышала их активность против немцев. В общей сложности, обе стороны потеряли по разным подсчётам от 5 до 10 тыс. человек убитыми и ранеными. Бандеровцы старались не давать масштабных затяжных боев, а действовали в основном из засад, стремясь использовать элемент внезапности и сиюминутное численное превосходство в конкретном месте и в удобный для них момент.

## Общая численность
Общая численность советских партизан и подпольщиков на территории Украинской ССР в 1941—1944 годы оценивалась на уровне 220 тыс. чел. в составе 53 партизанских соединений, 2145 партизанских отрядов и 1807 партизанских групп. В количественном отношении, среди украинских советских партизан преобладали украинцы, вместе с ними в партизанских отрядах сражались русские, белорусы и представители 38 других национальностей СССР, а также интернационалисты — граждане европейских государств: 2 тыс. поляков, 400 чехов и словаков, 71 югослав, 47 венгров, 28 немцев и 18 французов.
За участие в антифашистской борьбе в подполье и партизанских отрядах на территории УССР советскими правительственными наградами были награждены 183 тыс. человек, звание Героя Советского Союза получили 95 человек (двое из них, А. Ф. Фёдоров и С. А. Ковпак стали дважды Героями Советского Союза).

## Руководство партизанским движением
Военно-политическое руководство СССР сумело организовать комплексную поддержку партизанского движения — в том числе, личным составом, вооружением и снаряжением.
В общей сложности, для поддержки советских украинских партизан советской авиацией было произведено 2 тыс. самолёто-вылетов. Только в период с 6 июня 1942 года до начала июля 1943 года советским украинским партизанам самолётами было доставлено 1532 тонны грузов, и вывезено на «Большую Землю» 2250 человек — детей, раненых и больных партизан и членов их семей.
Для руководства партизанским движением и координации его действий с операциями Красной Армии 30 мая 1942 года при Ставке Верховного главнокомандования был создан Центральный штаб партизанского движения (ЦШПД) во главе с первым секретарем ЦК КП(б) Белоруссии П. К. Пономаренко.
20 июня 1942 года был создан Украинский штаб партизанского движения (УШПД) с центром в Луганске, а позднее в Москве руководителем УШПД стал Т. А. Строкач, заместитель народного комиссара НКВД УССР.
Для обеспечения взаимодействия партизан с регулярными войсками при Военных советах ряда фронтов и армий были созданы представительства партизанских организаций. Также, значительную роль в организации партизанского движения сыграло партийное подполье. Таким образом, с созданием штабов партизанского движения и укреплением партийного подполья в основном завершилась работа по созданию системы централизованного руководства партизанским движением. В распоряжение УШПД были выделены радиоузлы, госпитали, оружие, транспортные самолёты и др. Действовала школа по подготовке партизанских кадров.
Украинский штаб просуществовал до 1 июня 1945 года; в конце войны он руководил советскими партизанами в Польше и Словакии.

## Партизанское движение в отдельных местностях Украины

### Донбасс
Для действий на территории Донецкой области было подготовлено 180 партизанских отрядов и групп общей численностью 4,2 тыс. чел.; ещё 836 чел. было подготовлено для действий в тылу противника на территории других областей.

### Бессарабия
28 июня 1940 года Измаильский, Аккерманский и Хотинский уезды Бессарабии вошли в состав Украинской ССР. После начала Великой Отечественной войны были предприняты меры по организации на этой территории партизанского движения, однако недостаток времени не позволил завершить подготовку партизанских кадров.
Основным источником кадров для подполья и партизанских отрядов стал сформированный здесь после начала войны истребительный батальон (три роты и 16 групп содействия общей численностью 600 чел.). 6-9 июня 1941 года был утверждён состав Измаильского подпольного обкома (К. П. Добрянский, Н. А. Лихачёв, П. И. Завгородний) и начался набор личного состава, всего было подготовлено 11 подпольных групп (общей численностью 61 чел.) и 3 партизанских отряда (35 чел. для действий в Измаильском районе, 37 чел. для действий в Староказацком районе и 15 чел. для действий в Арцизском районе). В начальный период деятельности диверсионные группы сумели достичь некоторых успехов (так, 22 августа 1941 года в Измаиле было взорвано здание аэропорта, позднее была уничтожена станция Фрикацей), но в дальнейшем большинство боевых отрядов было уничтожено.
- так, в начале августа 1941 года была уничтожена группа П. И. Завгороднего;
- в начале сентября 1941 года погибла группа К. П. Добрянского (5 чел.);
- в конце сентября 1941 года погибла группа Н. А. Лихачёва (7 чел.), действовавшая в районе Аккермана[45].
- в мае-июне 1942 года в результате серии облав были уничтожены 8 подпольных организаций (87 подпольщиков)[46].

Впоследствии, здесь возникло несколько небольших подпольных организаций, но в целом, основными формами их деятельности являлись агитация и саботаж.
- так, с 14 декабря 1941 года в Измаиле действовала комсомольская группа Е. Дмитриева из 20 человек;
- в селе Русская Ивановка действовала группа А. А. Буколова из шести человек;
- в марте 1942 года в Аккермане возникла группа В. Васильева;
- в начале 1943 года в Аккермане начала действовать группа Ф. М. Чаирского (22 чел., в июне 1943 года она была разгромлена румынскими спецслужбами)[47]…

### Поднепровье
В Чёрном лесу на Кировоградщине существовало одино из крупнейших в Центральной Украине мест сопротивления немецким захватчиками. Среди знаменчан известна Лукия Ефимовна Стаченко (1879-1973), героиня спасшая от Вермахта сотни жизней, в том числе и евреев .

## Черкасский партизанский батальон
Военное формирование партизан на территории Черкасского района Украинской ССР в годы Второй мировой войны, батальон был сформирован 9 октября 1941 года из 8-ми партизанских отрядов общей численностью до 160 чел., действовавших в окрестностях города Черкассы. Командиром батальона был назначен Феодосий Савченко. Во время оккупации города и Черкасского района принимали непосредственное участие в подрыве нормального функционирования оккупационного режима.
Первым боевым крещением батальона был бой под Смолокуркой. Тогда на Мошенской дороге была разгромлена передовая разведка и обоз противника. Было уничтожено 32 и взято в плен 4 гитлеровца.
28 октября 1941 года отряд разгромил штабную машину, уничтожил 2 офицера и 5 солдат.
Отрядом был уничтожен начальник полиции и староста в посёлке торфпредприятия.
Из воспоминаний командира батальона:

14 октября — действуем небольшими группами в Русской Поляне, убили двух немецких часовых и одного кавалериста.
15 октября — прибыли в село Лютеривку. Провели беседу с населением, распространили листовки. Разведка донесла, что немцы готовят нам облаву. Для этого они сосредоточили полк в Русской Поляне.
17 октября — ночью вышли к реке Ольшанке. С Мошногорского кряжа слышится стрельба, действуют миномёты. Наверное началась облава. Пусть ищут нас.
19 октября — утром вернулись разведчики из Белозерья с необходимыми сведениями. Разведчики из Дубиевки Тимченко и Рябчик наткнулись на засаду. У Тимченко 5 пулевых ранений. Рябчик убил одного полицая. Первую и третью роту тремя группами направил в Белозерье с заданием уничтожить старосту. Дома старосты и заместителя начальника полиции сожгли. Были ранены командир роты Герасименко и 3 бойца. На рассвете второй и четвёртой ротами двинулись в Кумейки. Распространили листовки. Жители села вышли на улицу, где провели митинг. Они оказали нам помощь продуктами.
25 октября — переправились на левый берег Днепра. Несколько часов вели бой с немцами. Потерь нет. У врага есть убитые и раненые. Немцы пушками разбили наш паром и повредили лодку. С помощью деда М. лодку отремонтировали.

2 ноября — выслал разведку в Домантово, возможно установим связь с партизанами Левобережья. С дедом М. отправили раненого бойца, которого носили на руках.— Дневник Феодосия Савченко (1941)
Дневник Феодосия Савченко сегодня находится в Государственном архиве Киевской области.

### В культуре
О батальоне Феодосия Савченко рассказывается в романе Александра Шепеля «Забытый батальон». Роман написан по архивным материалам и свидетельствам оставшихся в живых партизан, подпольщиков и очевидцев.

## Взаимодействие с иными партизанскими формированиями

### Советские партизаны и «бульбовцы»
10 апреля 1942 года Тарас Боровец-«Бульба», ранее сотрудничавший с немцами, отдал приказ о начале деятельности против немцев. В апреле-мае началось формирование отрядов УПА-ПС, которые действовали на Волыни: в окрестностях города Олевск в Восточном Полесье, в Людвипольском районе Ровенской области, в окрестностях городов Ровно, Костополь, Сарны и в лесных массивах вдоль реки Случь.
Активной антинемецкой деятельности отряды УПА-ПС не вели, ограничиваясь «хозяйственными операциями», отдельными операциями против оккупационной администрации и широкой пропагандистской кампанией. Впрочем, современные украинские источники упоминают о случаях уничтожения административных зданий, автомашин и начатых в августе 1942 года акциях на железных дорогах. До февраля 1943 года «бульбовцы» нападали на немецкие гарнизоны для обеспечения себя провиантом. Бульба называл полицию и гражданскую администрацию не иначе как «золотыми фазанами». При этом не было ни единого случая увечья служащих немецкой полиции и военнослужащих вермахта, о чём сам Боровец неоднократно писал немецкой администрации.
В июне 1942 года начались переговоры советских партизан с Т. Боровцом. Советские партизаны расположились в районе Олевск-Рокитно-Городница.
Первая встреча состоялась 1-3 сентября 1942 года на хуторе с. Старая Гута Людвипольского района. От советского партизанского отряда «Победители» на встречу прибыли пять офицеров, в том числе комиссар отряда А. А. Лукин и капитан Брежнев в сопровождении 15 автоматчиков. От УПА-ПС также прибыли 5 человек: Т. Боровец-«Бульба», Л. Щербатюк, Баранивский, Рыбачок и Пилипчук.
Полковник Лукин передал приветствие от советского правительства и в частности правительства УССР. Одобрительно высказался о уже ставших известными действиях «УПА»-Бульбы против Гитлера, подчеркнул, что действия могли бы быть более эффективными, если бы были скоординированы с генштабом СССР. Конкретно было предложено:
- Амнистия всем участникам украинских формирований Т. Бульбы-Боровца.
- Прекратить взаимные столкновения.
- Скоординировать военные действия со Ставкой в Москве.
- Политические вопросы решать в дальнейших переговорах.
- Предпринять общее вооружённое восстание против немцев в тылу. Для начала провести ряд акций против немецких высших чинов с целью их уничтожения, в частности организовать убийство Коха, что было бы сигналом к общему восстанию.

16 сентября 1942 года в селе Бельчанки-Глушков состоялась встреча комиссара А. А. Лукина с лидером УПА-ПС Т. Боровцом-«Бульбой». Стороны договорились о нейтралитете, но перейти к активным боевым действиям против немцев Т. Бульба отказался, сообщив, что ему необходимо «скоординировать свои действия с центром».
28 октября 1942 года состоялась вторая встреча А. А. Лукина с Т. Боровцом-Бульбой, на которой присутствовали прибывший из Чехословакии редактор газеты «Самостійник» и «политический референт» из Берлина. В результате переговоров был установлен пароль для взаимной идентификации советских партизан и отрядов УПА-ПС.
Достигнутое соглашение позволило партизанам активизировать деятельность.
Позже[когда?] Т.Бульба-Боровец направил А. А. Лукину письмо следующего содержания:

Как граждане Украинской Народной Республики украинские партизаны не нуждаются в какой-либо амнистии от правительства СССР. УПА представляет собой суверенные вооружённые силы УНР и такими остаются. Ни в какую чужую армию УПА не вольется.

[…]

Украинские вооружённые силы готовы заключить с СССР мир и военный союз против Германии только тогда, когда СССР признает суверенность УНР. До момента окончания политических переговоров УПА согласна заключить перемирие с вооружёнными силами СССР и придерживаться нейтралитета. Общее восстание на всей Украине против немцев УПА поднимет тогда, когда будет открыт второй фронт на Западе…

Советские спецслужбы с самого начала деятельности Бульбы-Боровца наблюдали за деятельностью Полесской Сечи. 5 декабря 1942 г. Пантелеймон Пономаренко докладывал Сталину: «По сообщению Сабурова, в лесах Полесья в районах Пинск, Шумск, Мизоч имеются большие группы националистов под руководством лица, законспирированного кличкой „Тарас Бульба“. Мелкие группы партизан националистами разоружаются и избиваются. Против немцев националисты устраивают отдельные засады. В листовках националисты пишут: „Бий кацапа-москаля, гони його вiдсiля, вiн тобi не потрiбен“».
Подразделения ОУН(б), только формировавшие свои военные подразделения в то время, негативно отнеслись к позиции Бульбы-Боровца, развертыванию советского партизанского движения и их последствиям.
В ночь с 19 на 20 февраля 1943 года начались боевые действия УПА-ПС против советских партизан — на переправе у села Хотин около 30 «сечевиков» устроили засаду и атаковали разведывательную группу из 23 партизан из отряда Д. Н. Медведева. Нападавшие были разгромлены, потеряв 10 человек убитыми. Также были захвачены пленные, один ручной пулемет, несколько автоматов и винтовок. После боя «медведевцы» прочесали село, были задержаны ещё несколько «сечевиков», а среди трофеев оказались винтовочные обрезы, топоры, вилы и даже сделанные из дерева макеты винтовок, окрашенные в темный цвет (с целью увеличить численность нападавших атаман «бульбовцев» мобилизовал местных жителей, однако настоящего оружия мобилизованным не предоставил).
По другим данным, 19 февраля 1943 года группа командиров и начальник штаба УПА Леонид Щербатюк-Зубатый попали в руки советских партизан и были расстреляны, а затем брошены в колодец. Щербатюк выжил и рассказал о случившемся. После этого с 20 февраля 1943 г. «УПА официально вступила в открытую борьбу на два фронта — против двух социализмов: германского и советского». Однако усилия, прилагаемые в этой борьбе были не равнозначны. Эрих фон Манштейн в своей книге «Утерянные победы» о партизанском движении на Западной Украине писал так:
«Вообще существовали три вида партизанских отрядов: советские партизаны, боровшиеся с нами и терроризировавшие местное население; украинские, боровшиеся с советскими партизанами, но, как правило, отпускавшие на свободу попавших им в руки немцев, отобрав у них оружие, и, наконец, польские партизанские банды, которые боролись с немцами и украинцами».

### Советские партизаны и «бандеровцы»
С осени 1942 года на Полесье и Волыни начали создаваться вооружённые отряды, подчинённые ОУН, которые вскоре примут название Украинская повстанческая армия («УПА»). Своей главной задачей УПА декларировала подготовку мощного восстания, которое должно начаться в благоприятный для того времени момент, когда СССР и Германия истощат друг друга в кровопролитной войне, а затем создание самостоятельного единого украинского государства, которое должно было включать в себя все этнические украинские земли. Кроме украинцев, которых было подавляющее большинство, в составе УПА воевали евреи, русские и другие нацменьшинства. Отношение к ним было крайне осторожным, потому при малейшем подозрении они ликвидировались СБ ОУН.
Взаимоотношения советских партизан с УПА занимают особое место в военной истории. Советский этап организованной партизанской войны датируется 5 сентября 1942 г. — приказ № 00189 «О задачах партизанского движения», подписанный Сталиным. Первые расплывчатые и неточные сообщения о форме повстанческого сопротивления на территории западноукраинских областей стали поступать в Украинский штаб партизанского движения с конца 1942 года. Со временем сведения советской разведки о создании т. н. «Украинской повстанческой армии» попали в Москву.
Начальный этап взаимодействия партизан с уповцами придерживался тактики «вооружённого нейтралитета». Когда советские партизаны появились в западноукраинских землях, то изначально предпочитали не конфликтовать с украинскими националистами из-за слабости своих позиций в регионе, отсутствия поддержки населения и наличия хорошо укреплённых огневых рубежей повстанцев, которые могли привести к ненужным потерям среди личного состава. Иногда партизаны вступали в переговоры с повстанцами и просили пропустить их через свою территорию, националисты в ответ просили не распространять советскую пропаганду и проводить мобилизацию местного населения в ряды партизан. Засланные в 1942 г. на территорию Волыни группы ГРУ и НКВД СССР обладали заданиями разведывательного характера, не стремились к конфронтации с украинским националистическим подпольем и поэтому также вступали с ними в переговоры.
Ситуация изменилась, когда на Волынь пришли отряды Сидора Ковпака и Александра Сабурова, перед которыми стояли преимущественно диверсионные задания и которые могли позволить себе — из-за собственной силы — бои одновременно с двумя противниками. На Третьей Конференции ОУН-Б советские партизаны были признаны одними из главных врагов.
Первые сообщения об активизации украинских националистов в действиях против советских партизан относятся к началу весны 1943 года. Первое столкновение, упоминаемое в официальных сообщениях украинского подполья, произошло 20 февраля 1943 года. В этот день сотня УПА под руководством Григория Перегиняка напала на лагерь советских партизан около села Замороченное. Без собственных потерь уповцы якобы убили пятнадцать партизан, сожгли три барака, захватили лошадей, еду, и запасы бумаги. По сведениям Ковпака, 26 февраля 1943 г. Сумским соединением была проведена операция по «очистке» Людвипольского и Костопольского районов Ровенской области от украинских националистов: «В результате операции было поймано 8 человек националистов, они разоружены и после беседы отпущены. Это первое наше столкновение с националистами. В ряде сел нами были проведены собрания и беседы с населением с целью разоблачения националистов и их вредной работы».
В боевых действиях против советских партизан ОУН и УПА достигли заметных успехов. Им удалось осложнить боевую деятельность партизан во многих районах Волыни и Полесья, мешать проведению диверсионных действий на немецких коммуникациях. УПА сумела в значительной степени сорвать планы советского командования по вводу партизанских соединений на территорию Галиции и Карпат для действий на немецких коммуникациях в 1943 г. Националисты не позволяли партизанам использовать в полной мере хозяйственный потенциал западноукраинских земель, что также негативно сказалось на боеспособности партизан. Уповцы успешно уничтожали небольшие десантные группы, сбрасываемые с самолётов на территорию Волыни и стремились оторвать от советских партизан мобилизационный потенциал западно-украинских крестьян. Но попытки полностью разгромить красных партизан или заслать своих агентов в партизанские отряды для уничтожения командного состава оканчивались безрезультатно.
В ночь с 6 на 7 марта 1943 года отряд УПА в деревне Богуши на берегу реки Случь (Ровенская область) напал на группу партизан из отряда Дмитрия Медведева. Стычка стоила красным партизанам нескольких убитых. 16 марта бандеровцы напали на диверсионную группу отряда им. 24-летия РККА из соединения Александра Сабурова, поймали и забили до смерти одного партизана. Далее, в марте-апреле 1943 г., стычки — в том числе с отрядом Медведева, а также с формированиями УШПД — продолжались.
23 марта 1943 года Никита Хрущев послал отряду Сидора Ковпака письмо, содержание которого несколько дней спустя было распространено среди партизан в виде радиограммы. В документе говорилось, что главной целью оставалась борьба с немцами, поэтому с националистами воевать не следовало, если те сами не нападали. Рекомендовалось по возможности разложить их отряды пропагандой. Поначалу партизаны стремились исполнить указания. Националисты в донесении о действиях Сумского соединения отмечали, что ковпаковцы говорили «чтобы крестьяне не сдавали немцам сельскохозяйственного контингента, так как вскоре… придет Красная армия; говорят, чтобы не слушали националистов, так как они хотят Самостоятельной Украины, а тут возможна только Советская Украина, которую будет охранять непобедимая Красная армия и товарищ Сталин». УПА также негативно реагировали на диверсии советских партизан, поскольку немцы, например в ответ на подрывы железнодорожного полотна расстреливали заложников по тюрьмам, в том числе националистов, а также проводили карательные акции против украинских деревень, покрытых подпольной сетью ОУН.
С июня 1943 года начались самые кровопролитные столкновения между красными и националистами. В частности, 18 июня 1943 г. заместитель Ковпака — Семён Руднев описал в дневнике события в Ровенской области: «Наша разведка 4-го батальона, которая была послана по маршруту за р. Случь, в течение двух дней вела бои с бульбовцами и вынуждена была отойти, не выполнив задачи. При нашем подходе к деревне Михалин началась стрельба, причем стреляют, сволочи, из окон, кустов и ржи». Согласно тому же дневнику, 20 июня УПА вела бой с разведгруппой 3-го батальона соединения, убив двух человек, после чего разведку пришлось вернуть обратно. 21 и 22 июня под Ровно было еще два боестолкновения с националистами. 23 июня Руднев написал: «Все села заражены националистами. Часто стреляют из-за угла, из кустов, со ржи и т. д. Наши редко отвечают. Только стреляем тогда, когда видим стреляющего… Мой заместитель Андросов беседовал с девушками, подошли 7 бородатых мужиков тоже слушали его, но потом, видя, что он один, выхватили из ржи винтовки и стали в него стрелять. Убили его лошадь и стали ловить, и если бы не подоспели бойцы, его бы убили. Вечером разведка 2-го батальона поехала на разведку, была обстреляна». 24 июня обоз с ранеными повстанцами случайно въехал в середину обоза ковпаковцев. После этого «столкновения» красные предприняли операцию по «прочистке» прилегающих лесных массивов, Руднев записал в дневнике свои знаменитые слова: «За эти дни… нервы настолько напряжены, что я почти ничего не кушаю. Так как здесь такое политическое переплетение, что нужно крепко думать, убить — это очень простая вещь; но надо сделать, чтобы избежать этого. Националисты — наши враги, но они бьют немцев. Вот здесь и лавируй, и думай».
Дальнейший рейд Ковпака в Галицию привел к экстренному формированию Украинской народной самообороны (УНС) — указание на её формирование ОУН дало 15 июля 1943 года. Уже в августе 1943 отряды УНС нападали на мелкие группы ковпаковцев, отходивших к месту сбора в Полесье. Иногда ковпаковцы старались находить общий язык с командирами УПА и противоборствующим сторонам удавалось расходится без боя. Руководитель УНС Александр Луцкий в будущем расскажет на допросе в НКВД, что «фактически отряды УНС свое задание по ликвидации советских партизанских отрядов Ковпака не выполнили. После нескольких вооруженных столкновений куреня „Черные черти“ с отдельными отрядами Ковпака в Прикарпатье, которые особых положительных результатов не дали, командный состав УНС, ссылаясь на слабую военную подготовку личного состава, в дальнейшем избегал встреч с отрядами Ковпака». Крымский историк Сергей Ткаченко утверждает, что именно отряды УНС разбили группировку Ковпака под Делятиным в августе 1943. В действительности же, отряд Ковпака под Делятиным провёл бой не с УНС, а с немцами, о чём свидетельствуют документы отряда. До сих пор ведутся споры вокруг гибели Семена Руднева. Согласно альтернативной версии, Руднева убили чекисты за попытки договориться с украинскими националистами о совместной борьбе против немцев. Эту версию выдвинул в начале девяностых годов участник партизанского движения на Украине, соратник Руднева и Ковпака Герой Советского Союза — Петр Брайко, но не смог привести никаких документальных доказательств в её пользу. Несмотря на противодействие националистов, все отряды Сумского соединения хоть и с огромными потерями, но смогли дойти до Полесья. В ряде случаев, чтобы спокойно пройти сквозь украинские села, ковпаковцам пришлось переодеваться бандеровцами.
В июне 1943 года действия УПА против партизан активизировались и на востоке Ровенской области, где оперировало соединение Сабурова и выделенные из него отряды — в частности, соединение под командованием Ивана Шитова. Глава Каменец-Подольского штаба партизанского движения вспоминал об одном из боев: «Отряд им. Хрущева 14 июня отправлял на аэродром раненых. В лесах возле Рокитно Ровенской области на сопровождающих 130 партизан напало до 600 бандеровцев. Два с половиной часа вели ожесточенный бой, сходились чуть ли не врукопашную на 15-20 метров. Я сам участвовал в этом бою и должен сказать, что националисты крепко дерутся. Они отступили лишь тогда, когда понесли большие потери — около 40 убитыми и до 150 ранеными. Партизаны, участники этих боев, говорили, что таких нахалов в боях еще не видели. От рук националистов у нас в 1943—1944 гг. погибло много сотен замечательных партизан-диверсантов».
В июле 1943 года около села Теремное в Ровненской области произошла крупнейшая битва между УПА и красными партизанами. Пришедший туда в мае 1943 г. отряд им. Михайлова под руководством Антона Одухи развернул диверсионную деятельность, которую националисты пытались прекратить. Вначале стороны пошли на переговоры, закончившиеся безрезультатно. Сосредоточив 2 батальона УПА (около 1000 бойцов), 25 июля 1943 г., в ходе перестрелки с советскими дозорными потеряв фактор внезапности, бандеровцы напали на лагерь партизан, насчитывавший 400 человек (вместе с партизанскими семьями). Игнат Кузовков, комиссар отряда им. Михайлова, свидетельствовал, что атаки повторялись через каждые 20 минут: «Дело доходило чуть ли не до рукопашных схваток. Невзирая на жертвы, которые наносили наши бойцы из укрытых позиций, они бились и бились, желая закончить операцию. Надо сказать, что за все время я не встречал такого фанатизма в борьбе. Они дерутся лучше немцев». Не сумев взять лагерь красных штурмом, бандеровцы окружили его и начали планомерный минометный обстрел, который, из-за того, что площадь была довольно-таки обширной, не был эффективен. Обстрел позиций партизан из стрелкового оружия продолжился и ночью. Поняв всю серьезность положения, советские партизаны на третий день осады предприняли попытку прорыва, увенчавшуюся успехом. Игнат Кузовков подвел итог: «Мы уже передислоцировались в Славутский район Каменец-Подольской области, а на территории прилегающих западных районов Тернопольской области установилась националистическая власть».
Возможно, наиболее плотно пришлось столкнуться с националистами Черниговско-Волынскому соединению под руководством Алексея Фёдорова. Согласно заданию УШПД, оно вышло в самый центр Волынской области и осадило Ковельский железнодорожный узел. Григорий Балицкий, командир отряда имени Сталина, действовавшего в отдалении от основных сил соединения, войдя на территорию Волынской области 8 июля 1943 г., дал Федорову радиограмму: «Нахожусь 3 км юго-западнее Моцейки. 6-7 июля форсировали реку Стырь, переправлялся 14 часов. Противник мешал нам. Начиная с дер. Кулиновичи и до Мацейки большинство пути проходили с боем. Убито националистов — 26, в том числе начальник штаба и командир роты. Захвачено 12 винтовок, 700 патронов, один пистолет. Враг делает засады в селах и лесах. Вчера наткнулись на вражеский отряд 300 человек, вооружены пулеметами, автоматами и минометами. Обстановка хреновая, но настроение бодрое». В этот же день Балицкий описал в дневнике непривычную для него обстановку: «В свое время каждый куст был для партизан крепостью, но теперь этот куст является смертью для партизан, ибо враг сейчас сидит в лесу, он хорошо знает его и из каждого куста он может поражать партизана, убивать нас. Коварный враг, что и говорить. Немец не всегда идет в лес, а эта сволочь находится в лесу и в маленьких хуторах и поэтому националистические банды далеко опаснее, чем немецкие карательные отряды».
3 августа 1943 года УПА в очередной раз атаковала отряд им. Сталина, вот что записал об этом Григорий Балицкий: «Наши герои-партизаны стали отбивать атаки озверелых националистов. Я вместе со своим ординарцем Пташко Григорием Ивановичем, ко мне присоединились начальник штаба Решедько и дежурный по батальону тов. Ефимочкин, все на лошадях помчались на линию обороны. Только выехали на просеку, мы увидели неразбериху. После этого я со своим ординарцем Григорием отогнали нач[альника] штаба и Ефимочкина и полетели вперед, тут же увидел перед собой перебежку через широкую просеку человек 40-45. Я посчитал, что это мои орлы-партизаны, поэтому дал команду: „Куда вы, такую мать, бежите!“ Но оказалось совсем другое положение, противник обходил нашу оборону и я командовал не своими партизанами, а своими врагами. Эта тифозная вошь открыла ураганный огонь по мне. Тут же мой ординарец был тяжело ранен, командир пулемётного взвода тов. Ефимочкин был убит, Решедько бросил свою лошадь, отскочил в сторону. Остался я один на середине этой знаменитой широкой просеки, которую не забуду». Эту атаку красные отбили, но в последующие дни УПА блокировала лагерь сталинцев. На совещании командного состава своего отряда Балицкий обрисовал серьезность положения: «Враг коварен, лезет в лес, как свинья». 7 августа, проведя совместно с отрядом НКГБ СССР «Охотники» несколько боев с местными отрядами УПА, чтобы бандеровцы наконец отступили.
Осенью 1943 масштабы вооруженного противоборства между красными партизанами и силами украинского сопротивления заметно усилились по сравнению с весенне-летним периодом. В одной из работ, посвящённой УПА, говорится, что на протяжении октября-ноября 1943 украинские повстанцы повстанцы провели с партизанами 54 боя, в то время как с немцами — 47. Это подтверждают и советские источники
В октябре 1943 УПА предприняло попытку уничтожить или изгнать с Волыни соединение Алексея Федорова. Речь шла о личной инициативе командира группы УПА «Завихвост» Юрия Стельмащука. Однако из-за нескоординированности действий и своевременных контрмер партизан атаки УПА были легко отбиты. В ноябре 1943 года Юрий Стельмащук встретился с главой УПА Дмитрием Клячкивским, и на совещании было принято решение не проводить больше масштабных операций против красных партизан, а беречь силы для будущей схватки с НКВД.
На северо-западе Украины, в частности, на Полесье и Волыни, советские партизаны и УПА в ходе яростного противостояния поделили местность, о чём 30 ноября 1943 года сообщалось из польского националистического подполья: «Полесье. На Землях Восточных немецкая администрация может проявить свою деятельность только в больших местных центрах, но не контролирует ситуацию с безопасностью в округе за границами данного местного центра». Описывая положение января 1944 года, Пётр Вершигора сообщал: «Всё Полесье за исключением крупных коммуникаций Сарны-Ковель, Ковель-Брест и Сарны-Лунинец было полностью свободно от немцев, громадная территория от Сарны до Буга была поделена между партизанами и соединениями украинских националистов, вытолкнутых из-за Горыни».
Михаил Наумов в дневнике описал отряды УПА, совершающие рейды в Житомирскую область как малозначимую силу: «Бандеровцы появились в этих лесах еще раньше нас. Их около 150 чел. Живут только в лесу. Никаких операций не проводят… Грязны и обовшивлены, голодны. Когда говорят о вильной Украйне — плачут… Когда бандеровцы хотят кушать, то заходят в село и собирают куски хлеба, цибулю, чеснок и все это складывают в торбу, подвешенную за плечами, — хотят показать, какие они есть апостолы украинского народа, но петлюровские старцы… любят кушать и мясо. Поэтому группа этих старцев ночью крадется в село и в первой хате выкрадывают и уводят в лес корову… Здешний народ не понимает их… Под Новгородом-Волынским бандеровский отряд насильно мобилизовал 26 колхозников, которых используют для черновых работ под строгим надзором, на ночь связывают. Одному из них удалось перебежать к нам. Он рассказывал, что все эти люди собираются перебежать к красным партизанам, причем называл их „наши советские украинцы“. Бандеровцы узнали об их намерениях и решили всех задушить. Один наш разведчик — Мороз, попал к ним в лапы. Мы вскоре нашли его труп с отрезанной головой. Они охотятся за нашими автоматами… Ненавидя нас, они все время следят за нами и держатся вблизи. Это им нужно для того, чтобы прикрыться нашей силой от немцев. Однако следует признать, что они занимаются серьёзной пропагандой».

С конца февраля — начала марта 1944 советские партизаны сообщали о совместных действиях немцев и националистов против них. Основным негативным фактором от действий УПА называлась утрата одного из важнейших козырей партизан — скрытности перемещения, — наблюдатели ОУН и УПА сообщали немцам о местонахождении партизанских отрядов. Уповцы уничтожали мелкие отряды, передавая пленных нацистам и сообщая им о передвижении партизанских отрядов. Но не нападали на значительные силы. Если УПА шла в открытый бой, то только вместе с вермахтом или частями дивизии СС «Галиция». Как утверждал украинский исследователь Анатолий Кентий: «Начиная с весны 1944 г. УПА и подпольные структуры ОУН… своей борьбой в тылу Красной армии и против советских партизан спасли от полного разгрома силы немецкой армии в Восточной Галиции». Уничтожение 9 марта 1944 года бандеровцами Героя Советского Союза, разведчика Николая Кузнецова («Пауля Зиберта») также было следствием сотрудничества украинских националистов со спецслужбами Третьего Рейха. Когда Кузнецов бежал из Львова, львовское отделение гестапо информацию о нём разослало повстанцам, из-за чего они смогли поймать Кузнецова и его спутников, и, допросив, уничтожить.
Помимо борьбы с отрядами и соединениями, на протяжении 1943—1944 гг. в Западной Украине ОУН-УПА уничтожала всех — без различия ведомств и задач, кто был заслан советской стороной с парашютом. Например, в Волынской области, согласно показаниям пленного бандеровца, «в мае 1943 г. в 1 км северо-восточнее села Старая Гута были выброшены четыре советских парашютиста с радиостанцией: три мужчины и одна женщина, вооруженные пистолетами ТТ. Указанных парашютистов Карпук задержал и передал в распоряжение националистов». В Тернопольской области сообщение бандеровского подпольщика за февраль-март 1944 г. отмечало успешность контрмер националистов: «На территории Подгаецкого и Бережанского уезда большевики скинули десант парашютистов, заданием которых является организовать партизанские отряды из пленных схидняков. Сброшенное оружие попало в наши и немецкие руки. Парашютистам не удалось ничего сделать». Во Львовской области в апреле 1944 года оуновцы отмечали поддержку селян, оказанную УПА в борьбе с десантами: «Большевики с фронта посылают им (партизанам) помощь — парашютистов. Однако много из них попадает в руки украинских крестьян, а те отдают их в УПА или сами ликвидируют». Глава Армии Крайовой Тадеуш Комаровский 21 июня 1944 г. сообщал в Лондон о том же: «Сброшенный сильнейший советский десант под Долиной был вырезан УПА…». Согласно сведениям немецкой войсковой разведки от 16 августа 1944 г. «В Карпатах возросла борьба национально-украинских банд (УПА) с советскими бандформированиями и парашютистами. За последнее время УПА обезвредила предположительно 1500 парашютистов».
Утром 12 мая 1944 отряд украинских националистов напал на партизанский отряд Антона Одухи в деревне Стриганы и рассчитывал захватить партизанский госпиталь и уничтожить командование партизан. Завязался бой в ходе которого бандеровцы были вынуждены отступить в леса. На следующий день отряды НКВД занялись прочёсыванием лесов и уничтожением скрывшихся. В качестве подкрепления к партизанам прибыли две роты автоматчиков НКВД и СССР, а на бронепоезде прибыл также и гвардейский дивизион из Славуты. 13 мая в результате совместных действий НКВД и партизан (последние перекрыли дорогу на север) были уничтожены остатки отряда УПА: всего было убито, по разным данным, от 127 до 197 националистов за два дня, а 28 человек попали в плен. Из 28 пленных семеро были убиты партизанами как особо опасные преступники, сотрудничавшие с полицаями, остальные были отправлены на сборный пункт в Славуту для допросов.
После изгнания немцев с территории Украины советские партизаны активно содействовали органам госбезопасности в борьбе с УПА. Например, 20 августа 1944 года партизанская дивизия имени дважды Героя Советского Союза генерал-майора Сидора Ковпака расформировывалась и передавалась для комплектования НКВД в западных областях. За сентябрь 1944 ковпаковцам (насчитывавшим на 9 октября 1944 года 1635 человек) удалось уничтожить 981 человека и взять в плен 262 «бандпособника». С 1 октября по 5 ноября уничтожили 128 повстанцев, взяли в плен 423 человека и захватили 231 «бандпособника». Партизанские методы, допустимые на оккупированных территориях, были не столь эффективны и в ряде случаев являлись прямым нарушением советских законов, в связи с этим от их использования вскоре отказались.
По мнению украинского исследователя Анатолия Чайковского, «Потери, нанесённые националистическими боёвками советским партизанам, необходимо ещё выяснять, но они, безусловно, значительно больше, чем потери, которые понесли от УПА фашисты». В целом этот тезис довольно сложно как подтвердить, так и опровергнуть, так как комплексных подсчётов потерь немцев и красных партизан от рук бандеровцев никто не вёл.

### Советские партизаны и Армия Крайова
Главной целью польской Армии Крайовой (АК) была организация вооружённого сопротивления немецким оккупантам как на территории оккупированной Польши так и на бывших территориях довоенной Польши: в Западной Белоруссии, Западной Украине и Литве. АК подчинялась польскому правительству в изгнании.
6 января 1943 года Пантелеймон Пономаренко послал Александру Сабурову письмо, в котором явно преувеличивалась антисоветская активность АК: «Нам достоверно известно, что сторонники Сикорского (то есть АК. — А.Г.) имеют целью вступать в советские партизанские отряды и разложить их изнутри, а руководителей убивать. Они уже убили нескольких ответственных работников партизанского движения, в том числе поляков-коммунистов. Поэтому наша обязанность лежит в том, чтобы поляков не принимать в отряды без специальной проверки, а тех поляков, которые ведут себя подозрительно, разоружать и уничтожать…».
Вместе с тем формирования АК были антикоммунистическими, и их офицеры осознавали вынужденность своего союза с красными. В свою очередь, партизанский командир Петр Вершигора считал польских националистов самоуверенными эстетствующими простофилями: «Политически это народ довольно темный, хотя и хорошо натасканный в парламентских и буржуазно-партийных выкрутасах… Ему всё ещё снится Польша с балами и уланами, Польша галантерейная, как Франция». В другом отчете Вершигора отзывался об АК ещё более критически — по его словам, отряды АК «по существу, мало чем отличаются от националистов УПА, разве только что культурностью, уменьем воевать, организацией движения, поставленной на высокий уровень…».
Периодически советские партизаны на Западной Украине тайком организовывали убийства офицеров Армии Крайовой. Причем во всех выявленных случаях речь идет о прямом участии или инспирации формирований 4-го управления НКГБ СССР. Например, глава небольшой группы сопротивления, бывший офицер Войска Польского Леон Осецкий вместе с поручиком Лисецким и водителем Багинским в мае 1943 г. были убиты в лесной засаде. Польский историк Винсент Романовский предполагал, что их уничтожили партизаны Ивана Шитова. Однако недовольный Шитов послал в УШПД шифровку: «Осецкого мы готовились убить под маркой немцев, но [начальник штаба отряда НКГБ СССР „Победители“] Пашун, не согласовав с нами, убрал Осецкого крайне неумело, бросив труп в лесу».
Однако несмотря на взаимное недоверие и кровавые инциденты, содействие АК красным в Западной Украине и Люблинщине оказало партизанам незаменимую услугу. Речь шла не только о совместных операциях, но и о поддержке отрядам со стороны находившегося под влиянием АК польского населения — выделении проводников и предоставлении развединформации, в ряде случаев — помощи продовольствием, укрытием раненых, предупреждении об угрозе со стороны немцев или бандеровцев и т. д. При всем этом тесные союзнические отношения привели к глубокому взаимному агентурному проникновению отрядов АК и советских партизан, что облегчило НКВД и НКГБ разгром польских националистических структур в Западной Украине в 1944—1945 гг..

## Результаты
Советские партизаны, действовавшие на территории УССР, внесли весомый вклад в разгром противника.
- в 1941 году они подорвали и сожгли 23 железнодорожных моста; организовали крушение 23 эшелонов; подорвали и разобрали 2 км железнодорожного пути[105];
- в 1942 году они произвели 232 подрыва и крушения эшелонов; разрушили 103 железнодорожных моста[105] и 113 мостов на шоссейных и грунтовых дорогах[56]; подорвали и разобрали 13,5 км железнодорожного пути[105].
- в 1943 году они произвели 3688 подрывов и крушений эшелонов и 38 крушений бронепоездов; разрушили 389 железнодорожных мостов[105] и 1087 мостов на шоссейных и грунтовых дорогах; разгромили 292 гарнизона; уничтожили 506 складов[56]; подорвали и разобрали 103,6 км железнодорожного пути[105].
- в 1944 году они произвели 1015 подрывов и крушений эшелонов и 22 крушения бронепоездов; разрушили 99 железнодорожных мостов; подорвали и разобрали 100 км железнодорожного пути[105].

По данным Центрального штаба партизанского движения, в общей сложности в период с начала войны до 1 сентября 1944 года, советские партизаны, действовавшие на территории УССР:
- разгромили 56 штабов, 411 гарнизонов, опорных пунктов и полицейских участков[106];
- разрушили и уничтожили 607 железнодорожных мостов, 1599 мостов на автомобильных дорогах, 31 паромов и понтонов, 44 железнодорожные станции, 248 радиостанций и узлов связи, 59 электростанций, 94 нефтевышки, 42 водокачки, 915 складов, 1990 км линий связи, 309 км железнодорожного полотна, 66 087 тонн горючего, 102 миномёта, 264 станковых и ручных пулемётов, 1799 винтовок и автоматов[106];
- потопили 22 парохода, 54 баржи и 29 катеров[106];
- захватили 4 знамени воинских частей противника, 13 единиц бронетехники, 190 орудий, 67 противотанковых ружей, 506 миномётов и гранатомётов, 3217 станковых и ручных пулемётов, 5971 автоматов, 60355 винтовок, 2903 пистолета, 63303 артиллерийских снарядов и миномётных мин, 12,2 млн патронов, 27245 ручных гранат, 28 тонн взрывчатки, 12,2 тонн горючего, 172 склада, 987 автомашин, 43 трактора, 5 паровозов, 210 вагонов и платформ, 30361 лошадей, 5314 повозок, 1467 седел, 3 катера, 9 моторных лодок, 143 рации, 86 радиоприёмников, 1541 телефонных аппаратов, 57 биноклей, обмундирование и значительное количество иного военного имущества и трофеев[106].